# 久保侑生
久保 侑生（くぼ ゆうき、1988年5月24日 - ）は、大分県大分市出身のハンドボール選手。日本ハンドボールリーグの大同特殊鋼所属。

## 経歴
筑波大学時代の2008年に第11回男子ジュニアアジア選手権の日本代表U-21に選出。2009年の学生選手権では優秀選手賞に選ばれた。2010年には第20回世界学生ハンドボール選手権の日本代表に選出された。
2011年2月に日本ハンドボールリーグの大同特殊鋼へ加入。背番号は「24」。2010-11年シーズンは2試合に出場した。シーズン終了後の7月に行われた第1回全日本社会人ハンドボール選手権大会で最優秀新人賞を受賞。
2011-12年シーズンから背番号を「12」へ変更。全14試合に出場し、最優秀新人賞に選ばれた。シーズン終了後の2012年7月に行われた第17回ヒロシマ国際ハンドボール大会で日本代表に初選出。
2012-13年シーズンはリーグ3位のシュート阻止率（.378）を記録。トヨタ車体とのプレーオフ決勝では18度のシュート（18/31）を阻止し、最高殊勲選手賞に選出された。
2013年の社会人選手権では初のベストセブンに選ばれた。
2013-14年シーズンのシュート阻止率は.340でリーグ6位だった。
2014-15年シーズンのシュート阻止率は.389でリーグ4位だった。大崎電気とのプレーオフ決勝では守護神として優勝に貢献し、2年ぶりの最高殊勲選手賞に選出された。
2015年の社会人選手権では2年ぶりのベストセブンに選ばれた。
2015-16年シーズンはリオ五輪アジア予選の日本代表に選出され、12試合の出場に減少。シュート阻止率はリーグ5位の.341だった。シーズン中の2016年1月には第17回男子アジア選手権の日本代表にも選出された。
2016年9月の第6回社会人選手権では優勝は逃したものの、2年連続でベストセブンに選ばれた。
2016-17年シーズンのシュート阻止率は.348でリーグ6位だった。
2018年6月のジャパンカップで日本代表に復帰。

## 詳細情報

### 年度別成績
| 年       | チーム     | 試合 | FS 阻止 | 率   | 7m 阻止 | 率   |
| -------- | ---------- | ---- | ------- | ---- | ------- | ---- |
| 2010-11  | 大同特殊鋼 | 2    | -       | -    | 1/4     | .250 |
| 2011-12  | 大同特殊鋼 | 14   | -       | -    | 1/7     | .143 |
| 2012-13  | 大同特殊鋼 | 16   | 144/381 | .378 | 6/15    | .400 |
| 2013-14  | 大同特殊鋼 | 16   | 106/312 | .340 | 2/6     | .333 |
| 2014-15  | 大同特殊鋼 | 16   | 189/486 | .389 | 2/4     | .500 |
| 2015-16  | 大同特殊鋼 | 12   | 131/384 | .341 | 0/1     | .000 |
| 2016-17  | 大同特殊鋼 | 16   | 187/537 | .348 | 0/2     | .000 |
| 2017-18  | 大同特殊鋼 | 24   | 203/572 | .355 | 2/6     | .333 |
| 2018-19  | 大同特殊鋼 | 24   | 275/742 | .371 | 1/9     | .111 |
| JHL：9年 | JHL：9年   | 140  | -       | -    | 15/54   | .278 |

- 各年度の太字はリーグ最高
- 2010-11年・2011-12年シーズンはシュート阻止数の公式記録がないため省略

### JHLプレーオフ
| 年      | チーム     | 試合                       | FS 阻止   | 率        | 7m 阻止   | 率        |
| ------- | ---------- | -------------------------- | --------- | --------- | --------- | --------- |
| 2010-11 | 大同特殊鋼 | ※開催中止                  | ※開催中止 | ※開催中止 | ※開催中止 | ※開催中止 |
| 2011-12 | 大同特殊鋼 | トヨタ車体戦 (準決勝)      | 21/49     | .429      | 0/0       | -         |
| 2011-12 | 大同特殊鋼 | 大崎電気戦 (決勝)          | 12/33     | .364      | 0/1       | .000      |
| 2012-13 | 大同特殊鋼 | 大崎電気戦 (準決勝)        | 12/31     | .387      | 0/0       | -         |
| 2012-13 | 大同特殊鋼 | トヨタ車体戦 (決勝)        | 18/31     | .581      | 0/0       | -         |
| 2013-14 | 大同特殊鋼 | 大崎電気戦 (準決勝)        | 14/40     | .350      | 0/0       | -         |
| 2013-14 | 大同特殊鋼 | トヨタ車体戦 (決勝)        | 8/33      | .242      | 0/1       | .000      |
| 2014-15 | 大同特殊鋼 | トヨタ車体戦 (準決勝)      | 17/40     | .425      | 0/0       | -         |
| 2014-15 | 大同特殊鋼 | 大崎電気戦 (決勝)          | 10/27     | .370      | 0/0       | -         |
| 2015-16 | 大同特殊鋼 | 大崎電気戦 (準決勝)        | 15/34     | .441      | 0/0       | -         |
| 2016-17 | 大同特殊鋼 | 湧永製薬戦 (準決勝)        | 10/28     | .357      | 0/0       | -         |
| 2016-17 | 大同特殊鋼 | 大崎電気戦 (決勝)          | 7/27      | .259      | 0/0       | -         |
| 2017-18 | 大同特殊鋼 | 豊田合成戦 (1stステージ)   | 18/38     | .474      | 0/0       | -         |
| 2017-18 | 大同特殊鋼 | トヨタ車体戦 (2ndステージ) | 13/42     | .310      | 0/0       | -         |
| 2018-19 | 大同特殊鋼 | トヨタ車体戦 (1stステージ) | 10/38     | .263      | 0/0       | -         |

### タイトル・表彰

#### 日本ハンドボールリーグ
- 最高殊勲選手賞：2回 (2012年・2014年)
- 最優秀新人賞 (2011年)

#### 社会人選手権
- ベストセブン：3回 (2013年・2015年・2016年)
- 最優秀新人賞 (2011年)

### 記録

#### 日本ハンドボールリーグ
- 通算フィールドシュート阻止1200本：2019年2月24日、対トヨタ自動車東日本戦（枇杷島スポーツセンター）[22]

### 背番号
- 24 (2011年)
- 12 (2011年 - )